# Hugo Hartung (Architekt)
Hugo Hartung (* 19. August 1855 in Jena; † 21. Dezember 1932 in Großjena bei Naumburg (Saale)) war ein deutscher Architekt, Architekturhistoriker und Hochschullehrer.

## Leben und Wirken

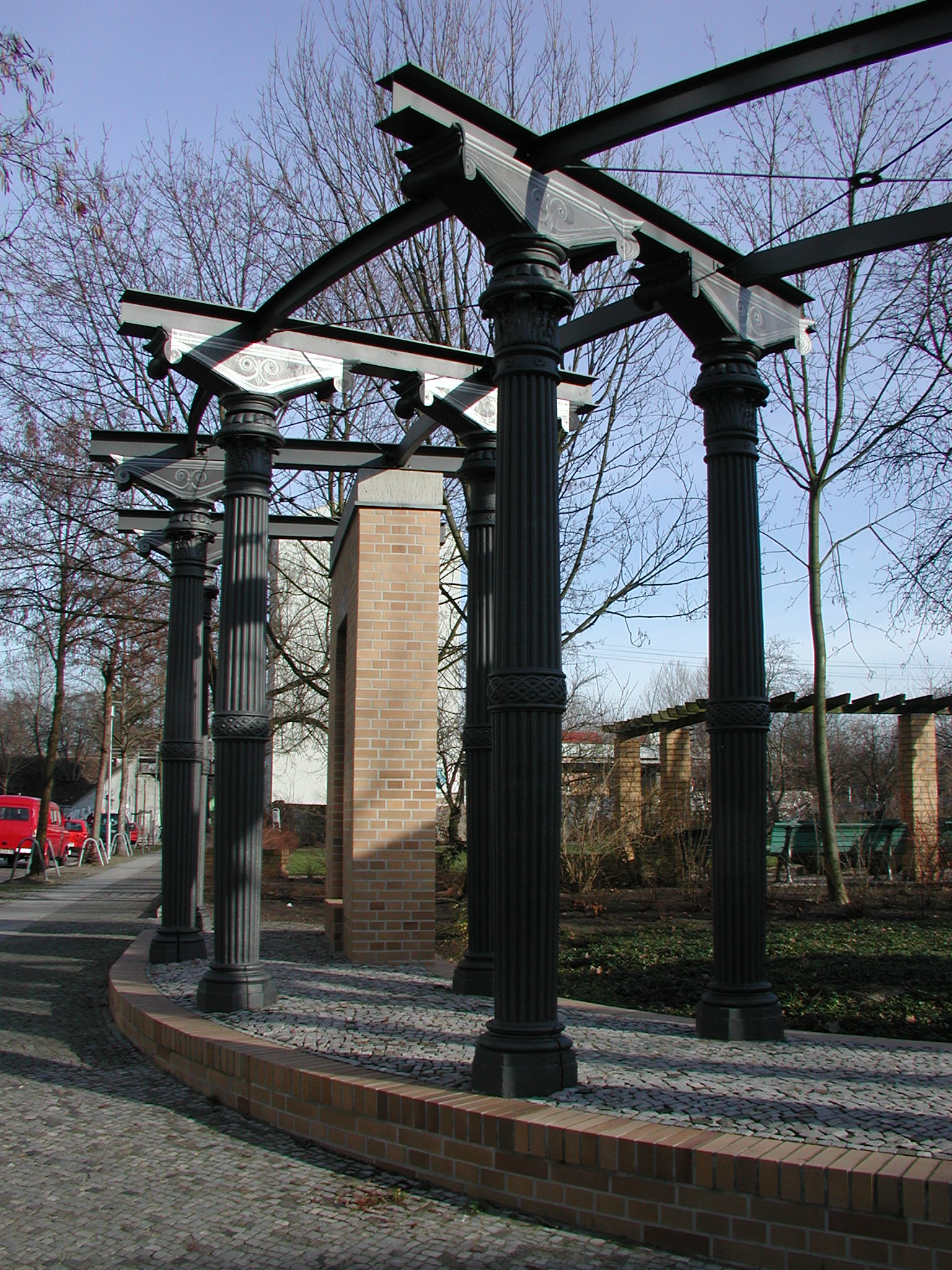
Denkmal für die Hartungschen Säulen in Berlin

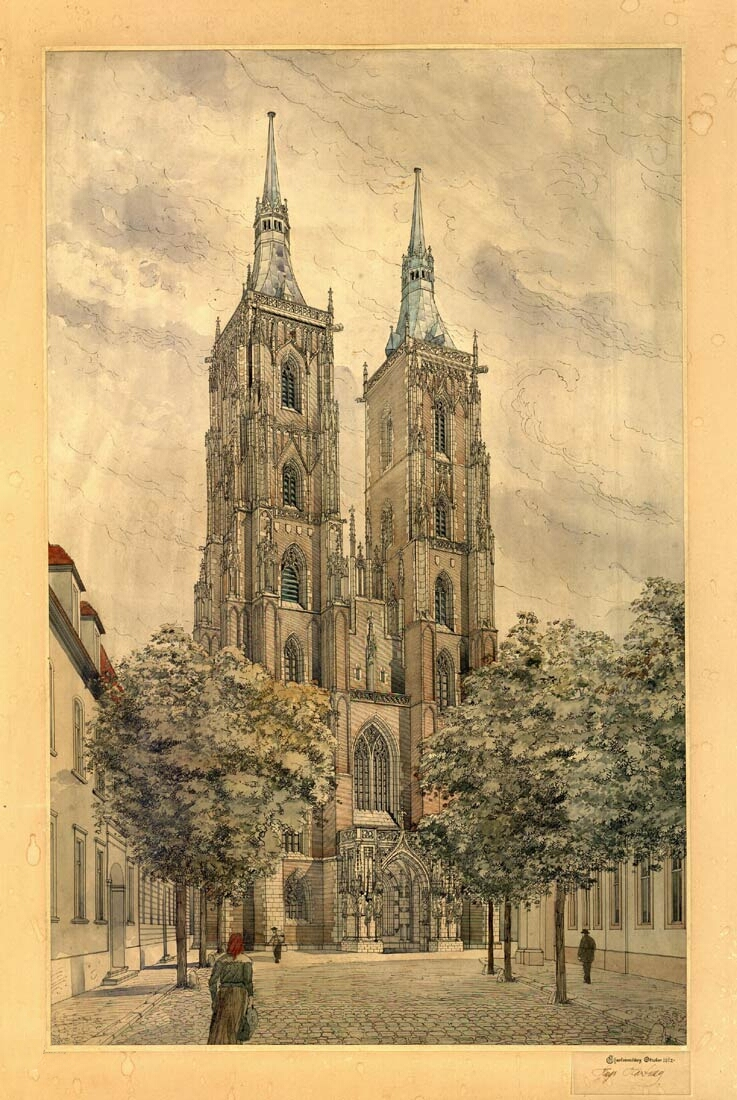
Teilweise umgesetzter Vorschlag zur Sanierung der Domkirche zu Breslau, Zeichnung um 1910

Hugo Hartung studierte ab 1876 an der Berliner Bauakademie u. a. bei Carl Schäfer und legte dort 1880 das Examen als Regierungsbauführer ab. Während seines Studiums wurde er Mitglied im Akademischen Verein Motiv. Ab 1884 unterhielt er ein Architekturbüro mit Carl Schäfer in Berlin. Er habilitierte sich 1895 an der Technischen Hochschule (Berlin-)Charlottenburg in Konstruktions- und Formenlehre der mittelalterlichen Baukunst und war anschließend dort als Privatdozent für mittelalterliche Baukunst tätig. In Berlin wurde er 1899 außerordentlicher Professor für Kunstgeschichte und Baukunst und nahm 1900 einen Ruf an die Technische Hochschule Dresden an.
In Dresden wirkte er von 1900 bis 1912 als ordentlicher Professor für Hochbau und Entwerfen und Direktor der Sammlung für Hochbau und Entwerfen. Von 1904 bis 1906 stand er der Hochbauabteilung als Dekan vor und leitete die Hochschule im Studienjahr 1909/1910 als Rektor. 1912 berief ihn die Technische Hochschule Charlottenburg auf Carl Schäfers Lehrstuhl, von wo er bis zu seinem Ruhestand 1920 als ordentlicher Professor für Baukunst wirkte. Von 1914 bis 1915 war er Rektor der Hochschule.

## Bedeutung
Hugo Hartung war nicht nur Schüler, Freund und enger Mitarbeiter des „Gotikers“ Carl Schäfer, sondern setzte als Hochschullehrer, Architekt und Dombaumeister zu Meißen das auf die Erforschung und Wiederbelebung mittelalterlicher Baukunst ausgerichtete künstlerische Werk Schäfers fort. Mit einigen Werken zeigte er sich dem Stil der Hannoverschen Architekturschule verpflichtet.
Hartungs Bauten und Wettbewerbsentwürfe wurden vielfach in Fachzeitschriften veröffentlicht, auch von ihm selber. Seine Bauprojekte befanden sich in Berlin und ganz Deutschland. Einige erhaltene Werke Hartungs liegen heute in Polen.
Nach 1910 vollzog Hartung einen radikalen Wandel zur modernen Architektur. Aufsehen erregte sein eigenes Wohnhaus in Berlin-Nikolassee (1914/15), das er entgegen bisheriger Gewohnheit ganz schlicht und schmucklos gestaltete und mit Hintermauerungsteinen verkleidete, ohne das Ziegelmauerwerk zu verputzen.
Im Brückenbau ist die nach ihm benannte Hartungsche Säule ein bekannter Begriff. Diese gusseisernen Pendelstützen wurden im Raum Berlin für Eisenbahnbrücken in der Zeit von 1880 bis 1910, erstmals beim Bau der Berliner Stadtbahn, verwendet und waren ein stilprägendes Bauelement Berliner Eisenbahnarchitektur.

## Bauten und Entwürfe (Auswahl)
- 1887–1888 (mit Richard Schultze): Städtisches Wasserhebewerk für den Südwesten von Berlin in Berlin Friedrichshain-Kreuzberg, Kopischstraße 7/Ecke Fidicinstraße 32 (Tempelhofer Berg)[4]
- 1887–1888: Wohn- und Geschäftshaus Giesecke in Neubrandenburg[4]
- 1888–1891: Rathaus in Nauen (nach preisgekröntem Entwurf mit Richard Schultze von 1885)[6][7]
- 1888–1889 (mit Carl Schäfer): Privathaus Hartung in Berlin-Charlottenburg, Knesebeckstraße 15[8][4]
- um 1890: Umbau und Erweiterung der Villa Moser in Berlin Steglitz-Zehlendorf, Kolonie Charlottenau[4]
- 1891–1894: Restaurierung der evangelisch-lutherischen Kirche St. Johannis in Neubrandenburg[4]
- 1897–1899: Turm der Heilig-Geist-Kirche in Thorn (Neubarock)
- 1898–1899: Villa für August Lodowici in Landau in der Pfalz, Nordring 1 (unter Denkmalschutz)[9][4]
- 1899–1901: Kreishaus in Thorn (jetzt Gemeindeamt; Neogotik)[4]
- 1899–1901: Landsitz Eichhof in Lauterbach/Hessen, auf dem Eichküppel[4]
- um 1899: Kreishaus in Gnesen[4]
- 1900: Schloss Ornontowitz bei Gleiwitz in Oberschlesien für Familie Hegenscheidt (Neurenaissance)
- 1901: Bismarck-Säule in Thorn, in der Bromberger Vorstadt (in Zusammenarbeit mit dem Berliner Bildhauer Harro Magnussen)
- 1902: Kaiser-Wilhelm-Turm (Alteburgturm) in Arnstadt[4]
- 1902: Sanierung der Domkirche St. Johannes in Breslau[4]
- 1903–1909 (mit Carl Schäfer): Sanierung der Domkirche in Meißen und der Dompropstei Meißen
- 1914–1915: Wohnhaus Hartung (III) in Berlin Steglitz-Zehlendorf, Ortsteil Nikolassee[5][4]
- 1925: Entwurf für das Kriegerdenkmal in Großjena (Ausführung Johannes Hartmann)

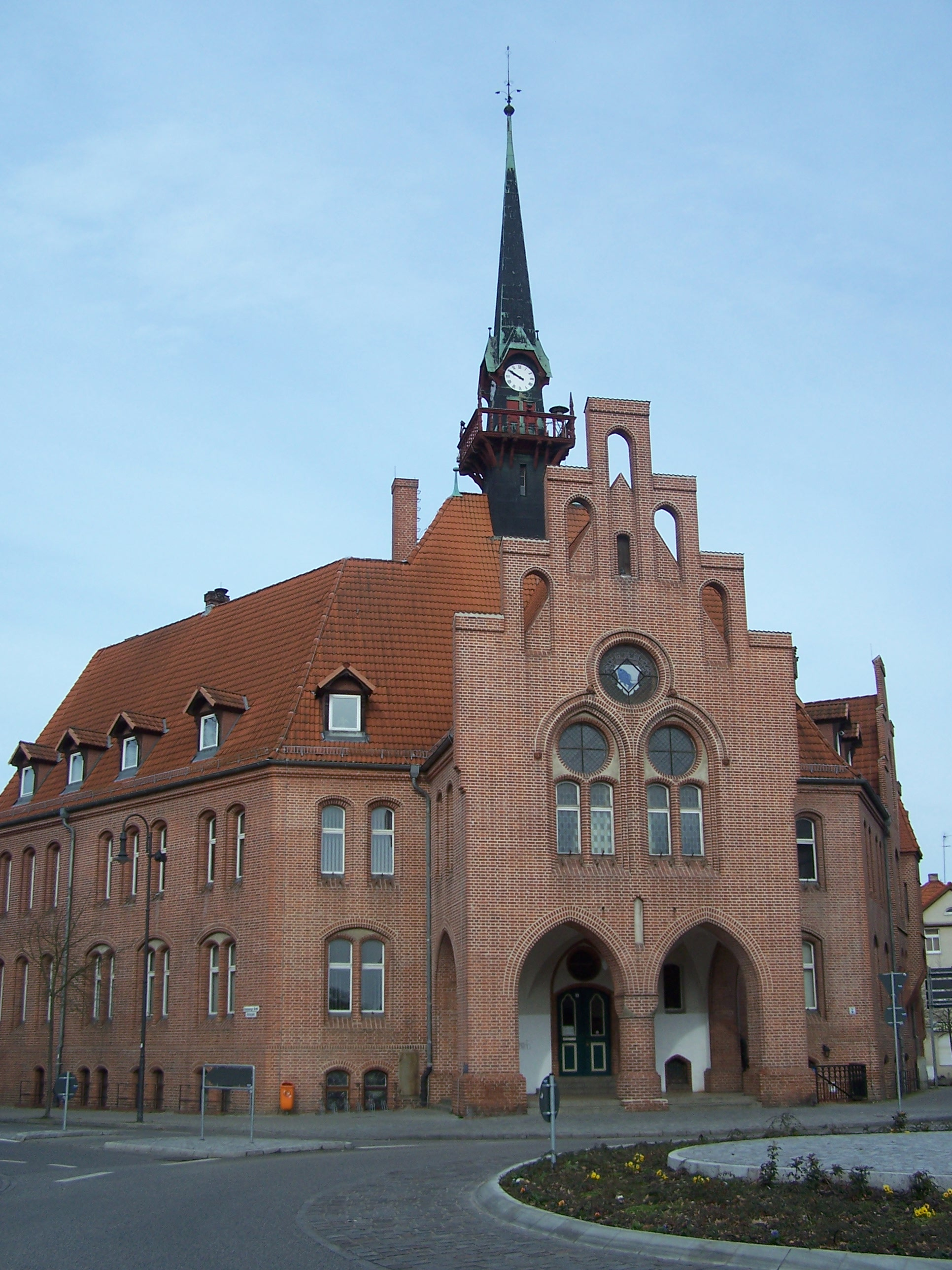
Rathaus in Nauen (2008)
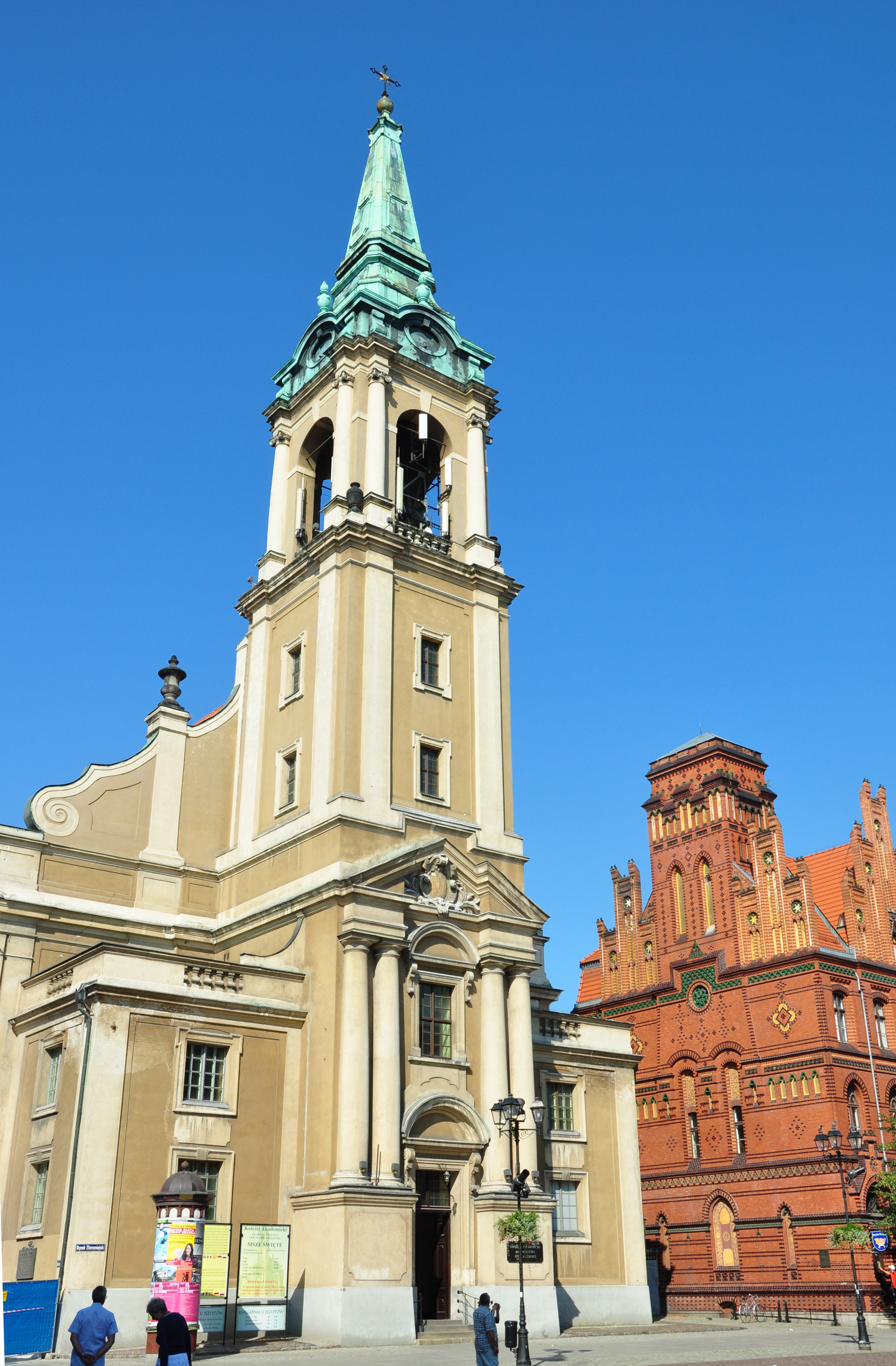
Heilig-Geist-Kirche in Toruń (2011)
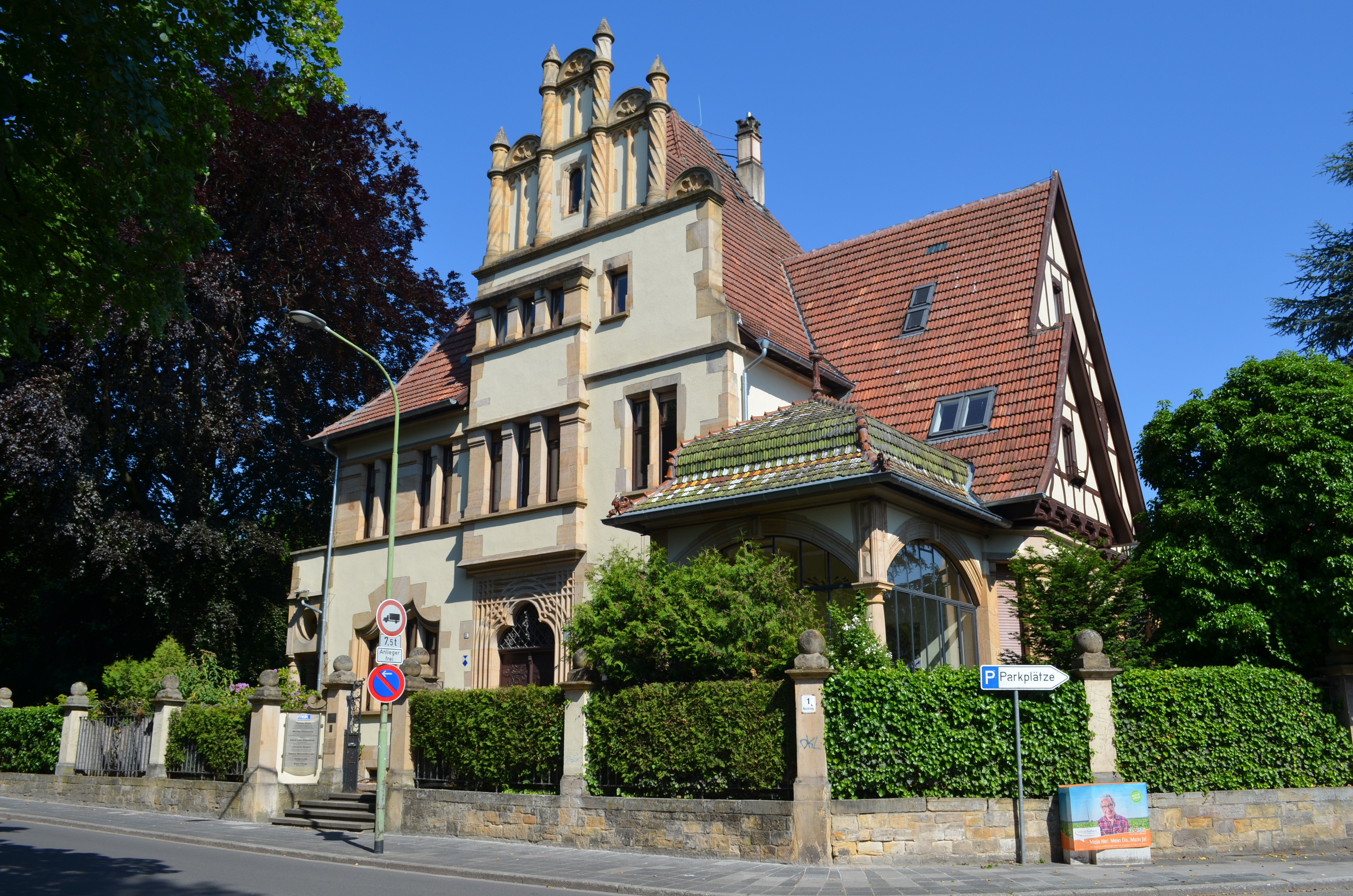
Villa Ludowici in Landau (2017)
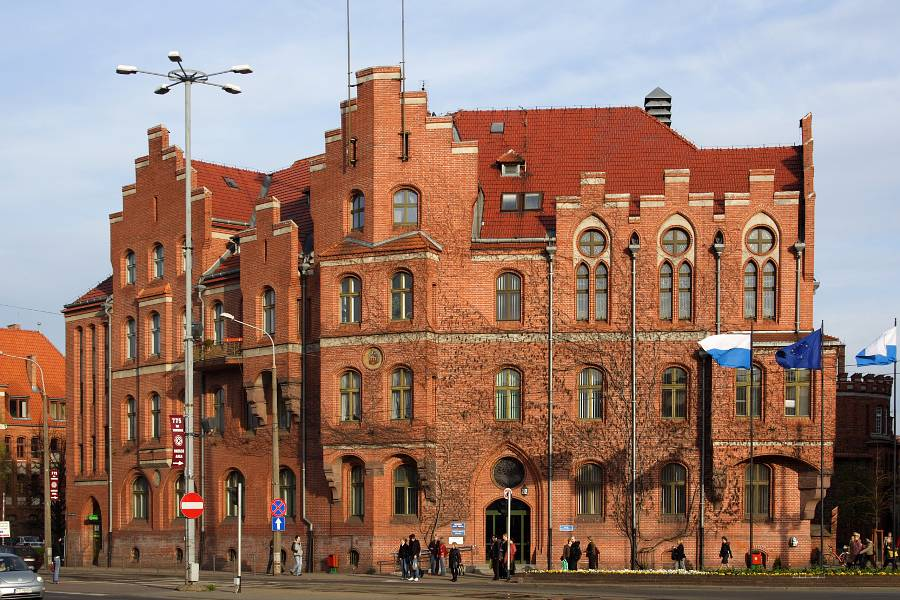
Ehemaliges Landratsamt in Thorn (Toruń) (2008)
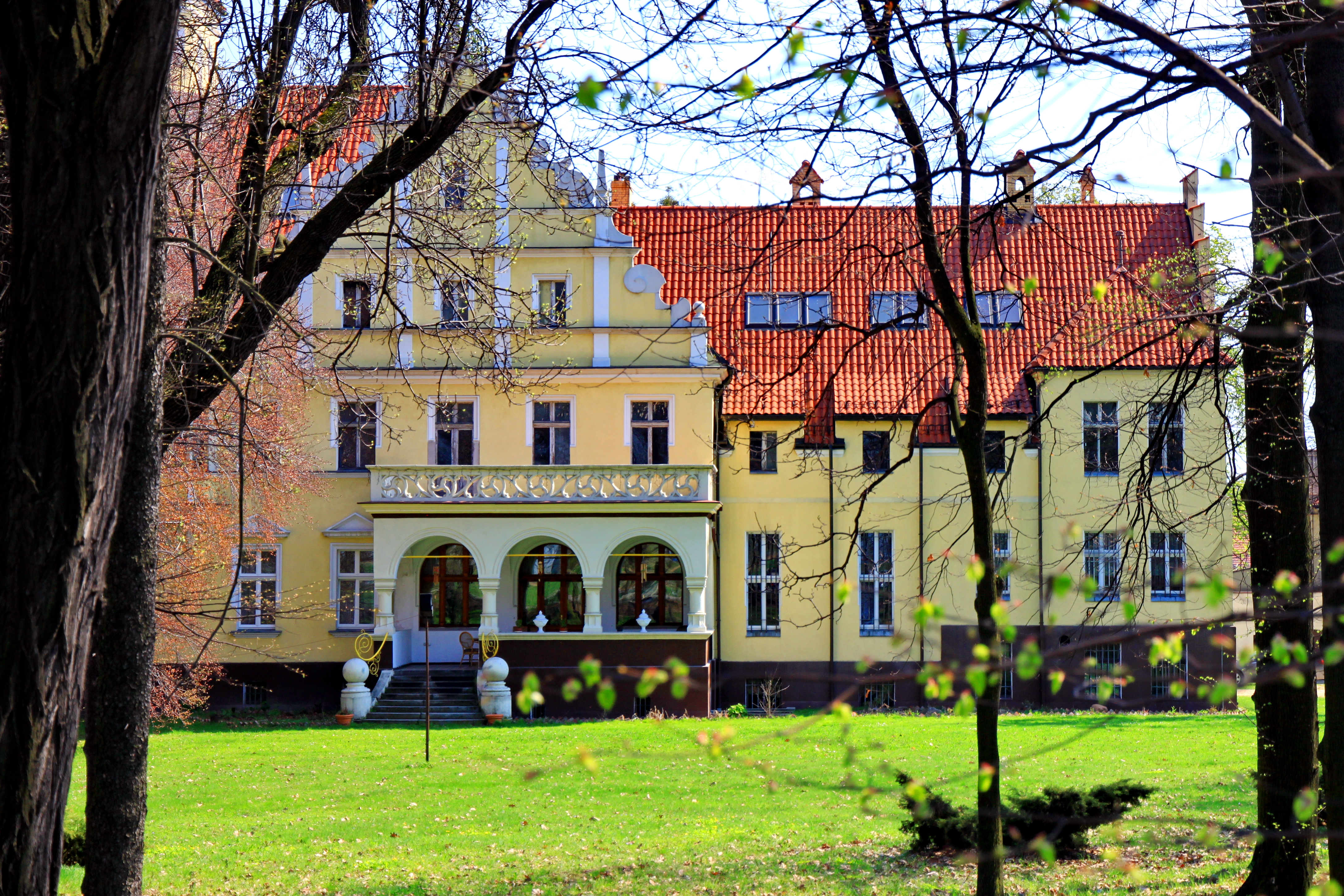
Schloss Ornontowitz (2013)
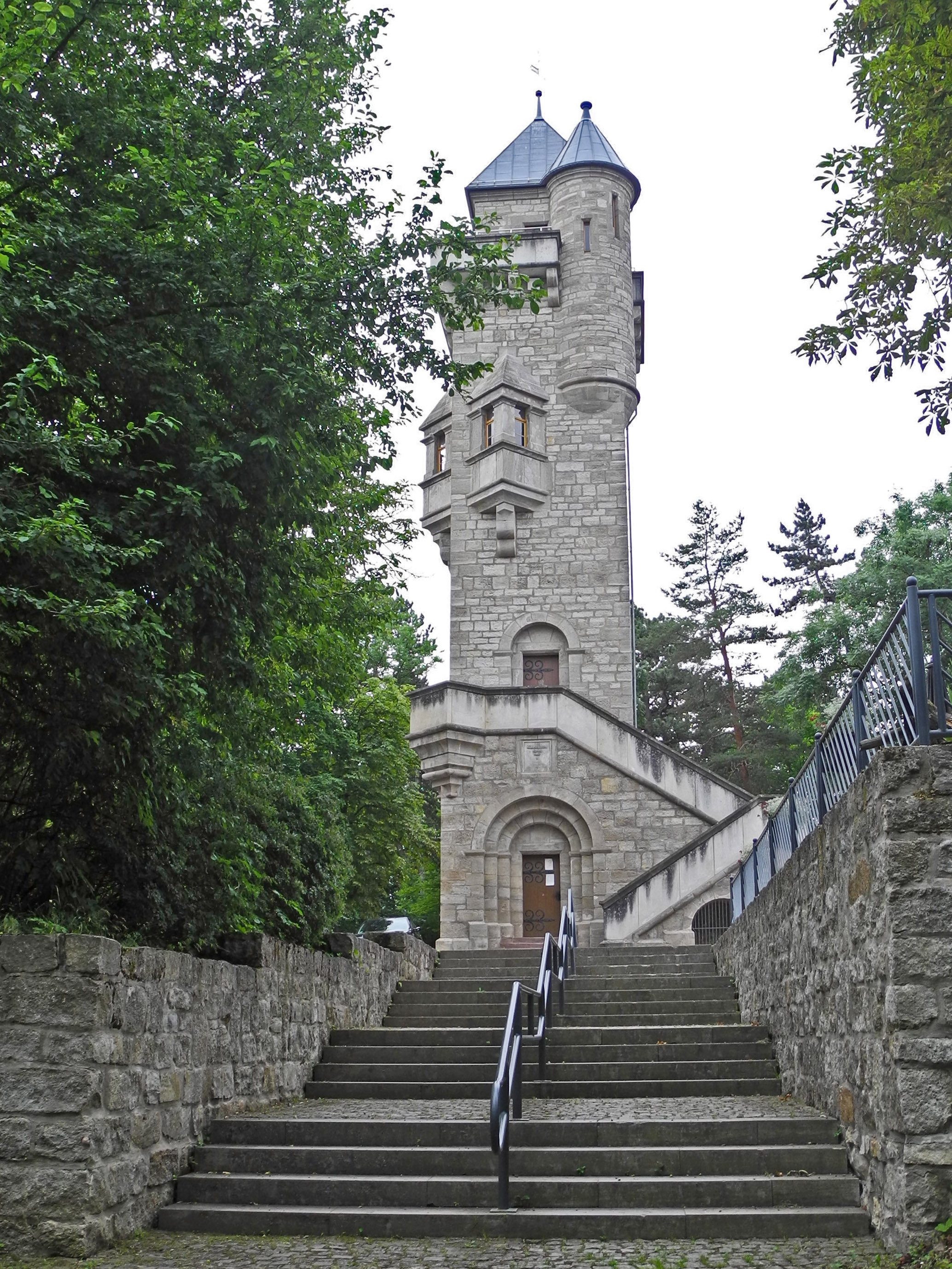
Alteburgturm in Arnstadt (2017)

## Schriften
- (als Herausgeber): Motive der mittelalterlichen Baukunst in Deutschland in photographischen Originalaufnahmen. 3 Bände in sechs Teilbänden. Wasmuth, Berlin 1896.
- Ziele und Ergebnisse der italienischen Gotik. Ernst & Sohn, Berlin 1912.
- Ausblicke in die Zukunft der deutschen Baukunst. Festrede des zeitigen Rektors der Königlichen Technischen Hochschule Berlin. Denter & Nicolas, Berlin 1915.[3]
- Das Hartungsche Wohnhaus in Nikolassee bei Berlin. In: Zentralblatt der Bauverwaltung, 36. Jahrgang, 1916, Nr. 49, 17. Juni 1916, S. 333–336. (Digitalisat auf digital.zlb.de, abgerufen am 6. Juli 2025)